# 노스롭 F-20 타이거샤크
노스롭 F-20 타이거샤크(Northrop F-20 Tigershark)는 F-5의 파생형으로 노스롭 사에서 F-5E의 전체적인 성능을 강화하여 F-16의 경쟁 기종으로 만든 전투기이다. 처음 만들어질 당시에는 F-5G로 명명되었다. 1982년 8월 30일 처녀비행을 했다.

## 특징
20mm M39 기관포 2문으로 무장되어 있고, 37초 만에 긴급발진하여 전투태세에 들어갈 수 있으며, 1초에 64만 8,000회까지 작동하는 컴퓨터 등 각종 항공 전자장비가 갖추고 있다.

## 개발 취소
대한민국 공군이 전두환 정부 시절 도입하려다가, 1984년 10월 10일 한국 수원에서 비행 시연을 하던 F-20이 출력 과다로 인해 조종사가 블랙아웃 상태가 되어 추락, 노스롭사의 조종사 데럴 코넬이 사망해 도입이 취소되었으며, 1985년 5월 캐나다에서 G-LOC으로 또 다시 추락해 노스롭 조종사 데이브 바렌이 사망함으로 인해 노스롭사의 F-20 개발계획은 취소되었다.

## 제원
일반 특성
- 승무원: 1명
- 길이: 14.4 m
- 날개폭: 8.53 m
- 높이: 4.20 m
- 날개면적: 18.6 m²
- 경하중량: 5,090 kg
- 적재중량: 6,830 kg
- 만재중량: 11,920 kg
- 엔진: 제너럴 일렉트로릭 F404-GE 100 터보팬

성능
- 최대속도: 마하 2.1
- 전투행동반경: 556 km
- 항속거리: 2759 km
- 최대고도: 16,800 m

무장
- 기관포: 2 × 20mm M39A2
- 로켓: 2 × CRV7
- 미사일:
  - 공대공: 2 × AIM-9 사이드와인더
  - 공대공: 4 x AIM-7 스패로우
  - 공대지: 2 × AGM-65 매버릭
- 폭탄:
  - Mark 80 시리즈
  - CBU-24 클러스터 폭탄
  - CBU-49
  - CBU-52
  - CBU-58

항법장비
- 제너럴 일렉트릭 AN/APG-67

## 같이 보기
- F-5 프리덤 파이터
- F-16 파이팅 팰콘